# Історія Хуани
«Історія Хуани» (ісп. La historia de Juana) — мексиканський телесеріал 2024 року у жанрі драми та створений компанією TelevisaUnivision, W Studios. В головних ролях — Каміла Валеро, Брандон Пеніче, Фабіола Гуахардо, Синтія Клітбо, Іріна Баєва, Гретель Вальдес. Перша серія вийшла в ефір 3 червня 2024 р. Серіал має 1 сезон. Завершився 65-м епізодом, який вийшов у ефір 30 серпня 2024 р. Продюсер серіалу — Патрісіо Віллс. Серіал є адаптацією венесуельського серіалу «Незаймана Хуана», 2002 р.

## Сюжет
Хуана Гвадалупе Браво — чарівна, смілива, незаймана двадцятирічна дівчина, чия мета — отримати диплом у галузі інженерії. Вона перша жінка у своїй сім'ї, яка пішла до коледжу і думає лише про покращення свого життя. Під час медогляду вона помилково завагітніла у процесі штучного запліднення. Життя Хуани перевернуто з ніг на голову, і вона має пережити материнство. Батько дитини — Габріель Рубіо, впливовий чоловік, який нещодавно пережив рак. Цей досвід змушує його переосмислити своє життя та свої цілі, оскільки він розуміє, що упускає щось, і тому вирішує, що йому потрібна дитина.

## Актори та ролі
| Актор              | Роль                  |
| ------------------ | --------------------- |
| Каміла Валеро      | Хуана Гвадалупе Браво |
| Брандон Пеніче     | Габріель Рубіо        |
| Фабіола Гуахардо   | Каміла Монтес         |
| Синтія Клітбо      | Хосефіна              |
| Іріна Баєва        | Паула Фуенмайор       |
| Гретель Вальдес    | Дженні Браво          |
| Маріо Моран        | Феліпе Браво          |
| Генрі Закка        | Гільєрмо «Мемо»       |
| Мойзес Арізменді   | Сальвадор Кастільо    |
| Омар Герменос      | Карлос Поза           |
| Даніела Кордеро    | Енрікета Вальдес      |
| Луїс Гатіка        | Рамон Браво           |
| Валентина Будзурро | Маргарита Браво       |
| Іссабела Каміль    | Ампаро Робледо        |
| Федеріко Еспехо    | Мануель Фуенмайор     |
| Габріела Каррільо  | Інес Кампос           |
| Алексіс Аяла       | Рохеліо Фуенмайор     |

## Сезони
| Сезон | Епізоди | Епізоди | Оригінальний показ | Оригінальний показ | Оригінальний показ |
| Сезон | Епізоди | Епізоди | Перший показ       | Останній показ     | Мережа             |
| ----- | ------- | ------- | ------------------ | ------------------ | ------------------ |
| 1     | 65      | 65      | 3 червня 2024      | 30 серпня 2024     | Las Estrellas      |

## Аудиторія
| Країна трансляції | Сезон | Розклад     | Серії | Перший ефір      | Перший ефір | Останній ефір     | Останній ефір | Середній бал |
| Країна трансляції | Сезон | Розклад     | Серії | Дата             | Дата        | Дата              | Дата          | Середній бал |
| ----------------- | ----- | ----------- | ----- | ---------------- | ----------- | ----------------- | ------------- | ------------ |
| Мексика           | 1     | 21:30—22:15 | 65    | 3 червня 2024 р. | 2,79        | 30 серпня 2024 р. | 3,03          | 2,54         |

## Версії
| Рік  | Країна         | Українська назва   | Оригінальна назва                  | Кількість | Кількість | В головних ролях                                      | Компанія                                                                                        | Канал                           |
| Рік  | Країна         | Українська назва   | Оригінальна назва                  | сезонів   | серій     | В головних ролях                                      | Компанія                                                                                        | Канал                           |
| ---- | -------------- | ------------------ | ---------------------------------- | --------- | --------- | ----------------------------------------------------- | ----------------------------------------------------------------------------------------------- | ------------------------------- |
| 2002 | Венесуела      | Незаймана Хуана    | Juana, la virgen                   | 1         | 40        | Даніела Альварадо, Рікардо Аламо, Роксана Діас        | RCTV                                                                                            | RCTV                            |
| 2005 | Індія          |                    | Ek Ladki Anjaani Si (एक लड़की अंजानी सी) | 1         | 364       | Канчі Каул, Шакті Ананд, Арзу Говітрікар              | Meesha Gautam, Sheel Kumar                                                                      | Sony Entertainment Television   |
| 2009 | Польща         |                    | Majka                              | 1         | 190       | Йоанна Осида, Марієта Жуковська                       | TVN                                                                                             | TVN                             |
| 2014 | Венесуела      | Незаймана з вулиці | La virgen de la calle              | 1         | 120       | Марія Габріела Де Фарія, Хуан Пабло Льяно, Айлін Абад | RTI Producciones, Televisa                                                                      | Televen                         |
| 2014 | США            | Незаймана Джейн    | Jane the Virgin                    | 5         | 100       | Джина Родрігес, Андреа Наведіть, Яель Гробглас        | Poppy Productions, RCTV International, Electus, Warner Bros. Television, CBS Television Studios | The CW                          |
| 2015 | Туреччина      | Життя сповнене див | Hayat Mucizelere Gebe              | 1         | 7         | Ханде Атаїзі, Дамла Колбай, Йігіт Дікмен              | Medyapım                                                                                        | Kanal D                         |
| 2017 | Греція         | -                  | Parthena Zoi (Παρθένα Ζωή)         | 1         | 187       | Софіна Лазаракі, Апостоліс Тоцікас                    | Giorgos Karagiannis & Co., Kapa Studios                                                         | ANT1                            |
| 2019 | Ізраїль        | -                  | Bat-El Habetula (בת אל הבתולה)     | 2         | 75        | Меші Клейнштейн, Маор Швітцер                         | Dori Media Darset, HOT, Slutzky Communication                                                   | Hot TV                          |
| 2019 | США            |                    | Miss Farah (الآنسة فرح)            | 5         | 110       | Асма Абул-Язід, Ранія Юссеф                           | S Productions                                                                                   | Middle East Broadcasting Center |
| 2022 | Південна Корея | Незаймана У-рі     | Woori the Virgin (우리는 오늘부터) | 1         | 14        | Сон Хун, Ім Су Хян, Сін Дон-ук                        | Group 8                                                                                         | Seoul Broadcasting System       |